# Sandra Ruth Lipsitz Bem
Sandra Ruth Lipsitz Bem (Pennsylvania, 22 de junho de 1944), algumas vezes referenciada apenas por Sandra Bem é uma psicóloga reconhecida por seus estudos em andrologia e gênero, incluindo o Inventário de Papéis Sexuais de Bem. Atualmente leciona na Universidade de Cornell.

## Estudos
Sandra buscou um modelo bidimensional para a sexualidade como alternativa a um modelo unidimensional que a explicasse. As escalas de masculinidade e feminidade são tratadas como uma medida num universo contínuo, ou seja, como um valor que possa ser expressado por uma variável pertencente aos números reais.
Nesse plano bidimensional, pessoas com traços altos de masculinidade e baixos de feminilidade são categorizadas como 'masculinas'; pessoas com traços altos de feminibilidade e baixos de masculinidade são categorizados como 'femininas'; pessoas com alta masculininade e feminibilidade são categorizadas como 'andróginas'; e pessoas com baixa masculinidade e feminibilidade são categorizadas como 'indiferenciadas' e algumas vezes citadas como 'assexuadas'.
Um dos principais de seus estudos, o Inventário de Papéis Sexuais de Bem (BSRI), é frequentemente utilizado como uma medida psicométrica da sexualidade.
Seus estudos incluem:
- Bem, Sandra L. (1974). The measurement of psychological androgyny. Journal of Consulting and Clinical Psychology. 42, 155-62.
- Bem, Sandra L. and C. Watson. (1976). Scoring packet: Bem Sex Role Inventory. Unpublished Manuscript
- Bem, S. L. (1976). Sex typing and androgyny: Further explorations of the expressive domain. Journal of Personality and Social Psychology, 34, 1016.
- Bem, S. L. (1976). Sex typing and the avoidance of cross-sex behavior. Journal of Personality and Social Psychology, 33, 48.
- Bem, S. L. (1977). On the utility of alternative procedures for assessing psychological androgyny. Journal of Consulting and Clinical Psychology, 54, 196-205
- Bem, S. L. (1977). The 1977 annual handbook for group facilitators.
- Bem , S. L. (1979). Theory and measurement of androgyny: A Reply to the Pedhazur- Tetenbaum and Locksley- Colten Critiques. Journal of Personality and Social Psychology, 37, 1047.
- Bem, S. L., & Andersen, S. M. (1981). Sex typing and androgyny in dyadic interaction: Individual differences in responsiveness to physical attractiveness. Journal of Personality and Social Psychology, 41, 74.
- Bem, S. L. (1981). Gender schema theory: A cognitive account of sex typing source. Psychological Review, 88, 354.
- Bem, S. L. (1981). The BSRI and gender schema theory: A reply to Spence and Helmreich. Psychological Review, 88, 369-71.
- Bem, S. L. (1982). Gender schema theory and self-schema theory compared: A comment on Markus, Crane, Bernstein, and Siladi's "Self-schemas and gender". Journal of Personality and Social Psychology, 43,1192
- Bem S. L. (1989). Genital knowledge and gender constancy in preschool children. Child Development, 60, 3.
- Bem, S. L. (1993). The lenses of gender: Transforming the debate on sexual inequality. New Haven, CT: Yale University Press.
- Bem, S. L. (1995). Dismantling gender polarization and compulsory heterosexuality: Should we turn the volume down or up? Journal of Sex Research, 32, 329-334.
- Bem, S. L., Schellenberg, E. G., & Keil, J. M. (1995). "Innocent victims" of AIDS: Identifying the subtext. Journal of Applied Social Psychology, 25, 1790-1800.
- Chesler, P., Rothblum, E. D., & Cole, E. ( 1995). Feminist foremothers in women's studies, psychology, and mental health. New York: Haworth Press.
- Frable, D. E. S. and Bem, S. L. (1985). If you are gender schematic, all members of the opposite sex look alike. Journal of Personality and Social Psychology, 49, 459.